# Condado de Requena
El condado de Requena es un título nobiliario español creado el 6 de octubre de 1627 por el rey Felipe IV a favor de Juan de Acuña y Urríes, comendador de la villa de Pozuelo.
Su denominación hace referencia a la localidad de Requena de Campos, en Tierra de Campos, (Palencia).

## Señorío de Requena

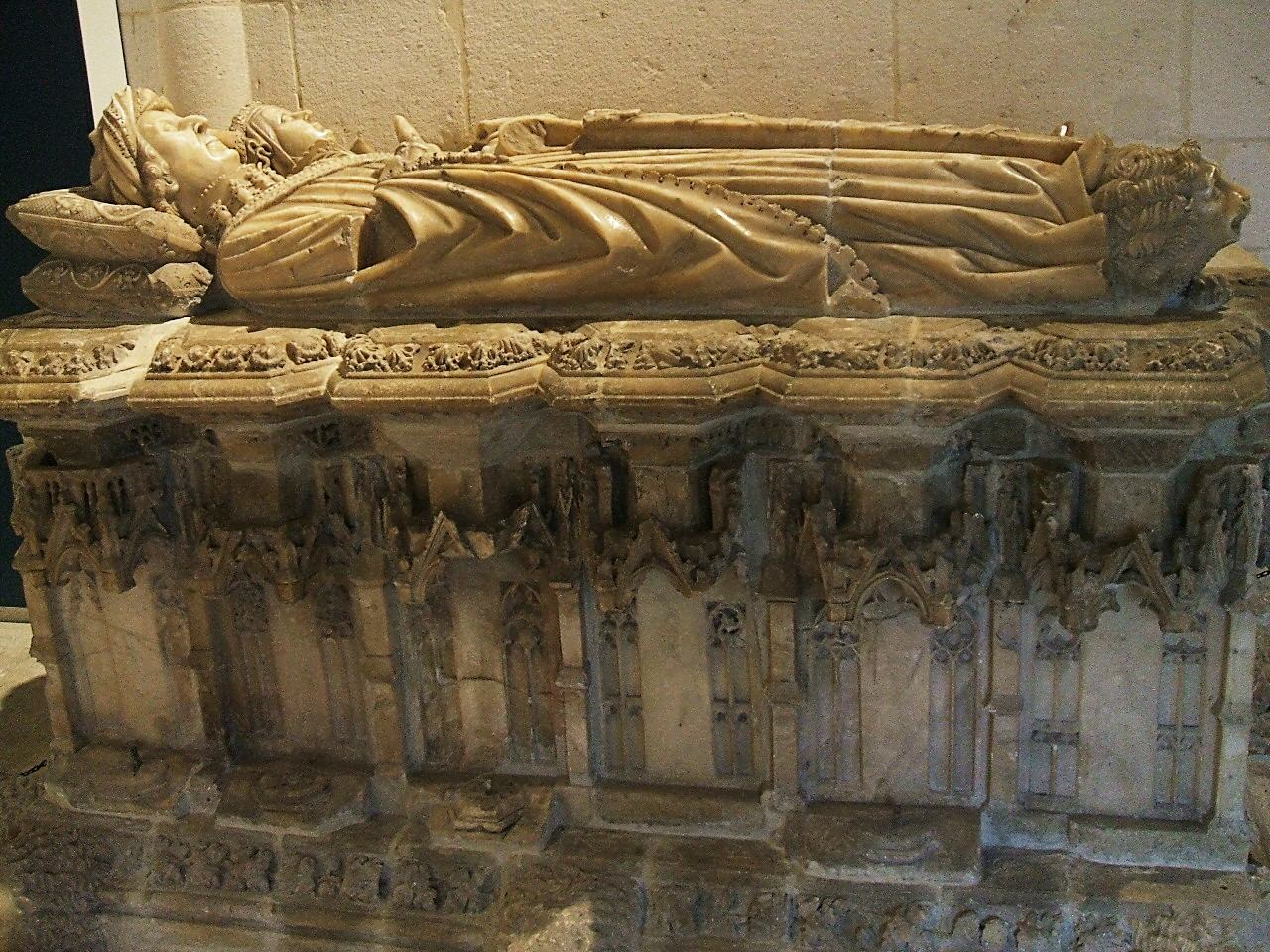
Sepulcro de Gómez Manrique y Sancha Rojas, en el Museo de Burgos

- Gómez Manrique de Lara (1356-1411), I señor de Requena,[a] adelantado mayor de Castilla, hijo natural de Pedro Ruiz Manrique de Lara y Leyva, VI señor de Amusco y III señor de Treviño.[3]

Casó con Sancha de Rojas y Guevara, señora de Santa Gadea, viuda de Juan Duque e hija de Ruy Díaz de Rojas y Mencía de Guevara. Ambos fueron benefactores del Real monasterio de Nuestra Señora de Fresdelval. Le sucedió su hija:
- Elvira Manrique de Lara y Rojas (m. c. 1464), II señora de Requena.[4]

Contrajo matrimonio con Juan Rodríguez de Rojas (m. antes de 1457), señor de Poza de la Sal, hijo de Diego Fernández de Córdoba y de Sancha García de Rojas, señora de Poza. Le sucedió su hijo:
- Gómez Rodríguez de Rojas (m. después de 1480), III señor de Requena.[5][6]

Casó con Isabel de Carvallar (m. 6 de diciembre de 1460), dama de la reina Juana de Portugal, y fueron padres, entre otros, de Antonio de Rojas Manrique, obispo de Mallorca, de Palencia, de Burgos, arzobispo de Granada y patriarca de las Indias Occidentales. Sucedió en el señorío, su hijo:
- Juan Rodríguez de Rojas (m. ca. 1492), IV señor de Requena.[5][8]

Casó con su tía, prima tercera de su padre, Catalina Manrique de Lara, hija natural legitimada de Juan Manrique de Lara y Castilla, arcediano de Valpuesta.
- Gómez de Rojas Manrique de Lara, V señor de Requena,[8] quien murió sin sucesión. Sucedió su hermana:

- Ana de Rojas y Manrique de Lara (m. Toro, 15 de octubre de 1548), VI señora de Requena[11] y fundadora del monasterio de Santa Ana en Toro donde recibió sepultura.

Contrajo un primer matrimonio con su primo en cuarto grado, Pedro de Velasco y Manrique de Lara (m. 1512), I señor de Villerías, hijo de Pedro de Velasco y Carrillo de Mendoza, II señor de Salinas del Río Pisuerga y Casas del Carrión, y de su segunda esposa, Isabel Manrique de Lara y Enríquez de Ribera.
Casó en segundas nupcias con Juan de Acuña Portocarrero (m.  Toro, 6 de febrero de 1553), III señor de Pajares de los Oteros, capitán general de Rosellón, maestresala del rey Felipe II, comendador de Malagón en la Orden de Calatrava, hijo de Pedro de Acuña y María de Sosa Portocarrero y viudo de Blanca Manrique de Lara. Sucedió su hijo del segundo matrimonio:
- Juan de Acuña Portocarrero y Rojas (m. Toro, 29 de septiembre de 1582), VII señor de Requena.[11][13]

Casó con Isabel de Ulloa, hija de Juan de Ulloa y Sarmiento y Guiomar Tavera. Sucedió su hijo:
- Pedro de Acuña y Ulloa (Toro, 1557-Toro, 4 de septiembre de 1592),  VIII señor de Requena y V señor de Pajares.[14]

Contrajo matrimonio en Nápoles con Ana de Urríes, hija de Juan de Urríes, caballero de la Orden de Santiago, y de su prima Juana de Urríes. Padres del I conde de Requena.

## Historia de los condes de Requena
- Juan de Acuña y Urríes (m. Toro, 7 de junio de 1631), I conde de Requena.[16][d]

Casó en primeras nupcias con su prima Josefa de Acuña, señora de Villafañe, Begellina, Castrotierra y Castro de Vega, hija de José de Acuña, señor de Villafañe, y de Juana de Acuña, señora de Matadión.  Contrajo un segundo matrimonio con Isabel Bravo de Acuña, sobrina de su primera mujer e hija de Luis Bravo de Acuña, virrey de Navarra, y de María de Zubiaurre e Irive. Sucedió su hijo del segundo matrimonio:
- Antonio Manuel de Acuña (m. 1647), II conde de Requena,[20]  vizconde de Barrio, regidor de Toro,

Soltero, sucedió su primo segundo, hijo de Juan José de Acuña, señor de Tabladillo, hijo, a su vez, de Diego de Acuña y Ulloa, hermano del VIII señor de Requena.
- Diego Fernando de Acuña (m. Barcelona, 29 de diciembre de 1713),[22] III conde de Requena,[23] vizconde de Barrio, mayordomo de Carlos II y su gentilhombre de cámara sin ejercicio.

Casó el 6 de mayo de 1668, en el Palacio Real de Madrid, con Gaspara Fonseca y Medrano, también llamada María Vélaz de Medrano y Fonseca, III marquesa de Lapilla, hija de Andrés Vélaz de Medrano y Puelles y de Mará Felipa de Fonseca, II marquesa de Lapilla. Al ser el último varón de esta línea y haber fallecido sin dejar descendencia, a partir de él, sucedieron en el condado los descendientes de Ana de Acuña y Ulloa, hermana del VIII señor de Requena. Sucedió su sobrino, hijo de su hermana Antonia de Acuña y Vela y de Juan Gaytán de Ayala y Guzmán:
- Manuel Gaytán de Ayala y Acuña (m. c. 1744),[11] IV conde de Requena.[25]

Sucedió su primo en 1713:
- Joaquín del Águila Vázquez de Coronado Acuña y Toledo, V conde de Requena,[26] señor de Solosancho, Robledillo y Baterna, de Pajares de los Oteros, de la mitad de las Tercias de Toro, regidor perpetuo de Toro y de Ávila, hijo de Pedro del Águila y Acuña de Toledo, IV marqués de Villaviciosa, y de Francisca-Felipe Vázquez de Coronado.[27]

Casó el 3 de mayo de 1722, en Madrid, con María Manuela Estefanía de Acuña y Vázquez de Coronado (Madrid, 26 de diciembre de 1698-15 de abril de 1723), hija de Joaquín José de Acuña y Figueroa, II marqués de Escalona y de Casafuerte, y de su primera esposa, Isabel María Vázquez de Coronado.
- Ana María del Águila y Vázquez de Coronado (n. Ávila, 6 de agosto de 1689[28]), VI condesa de Requena.[e]

Casó el 30 de agosto de 1707, en Salamanca, con Joaquín Gregorio Bejarano y Girón (1689-1741), VII marqués de Sofraga, caballero de la Orden de Alcántara y señor de Orellana de la Sierra. Sucedió su hijo:
- Vicente Antonio Bejarano del Águila Girón y Vázquez de Coronado, VII conde de Requena, VIII marqués de Sofraga y VII marqués de Villaviciosa.[29]

Casó con María de Arocha de Vera. Sin descendencia, sucedió su hermano:
- Domingo Bejarano del Águila Girón y Vázquez de Coronado, VIII conde de Requena, IX marqués de Sofraga, VIII marqués de Villaviciosa y marqués de Coquilla.[29]

Casó con Rosalea Douché. Sin descendencia, sucedió su hermana:
- María Francisca Bejarano del Águila Girón y Vázquez de Coronado (m. 11 de marzo de 1811), IX condesa de Requena,[28][30][31] IX marquesa de Villaviciosa, X marquesa de Sofraga, VIII marquesa de Coquilla, condesa de Montalvo y vizcondesa de Monterrubio.

Casó, el 10 de diciembre de 1747, con Vicente María de Vera y Ladrón de Guevara, VII conde y I duque de la Roca, grande de España VII conde del Sacro Romano Imperio, caballero de la Orden del Toisón de Oro, consejero de Estado y académico de la Real Academia Española y de la Real Academia de Historia. Sucedió su hijo en 1785:
- Vicente Javier de Vera de Aragón y Bejarano, X conde de Requena,[33] VIII conde de Montalvo y IV conde del Sacro Romano Imperio, teniente general de los reales ejércitos, caballero de la Orden de Santiago, administrador de la encomienda de Galizuela de la Orden de Alcántara, gentilhombre de Cámara del rey, etc.

Casó con María Ana Nin de Zatrillas y Sotomayor, VI duquesa y señora de Sotomayor, grande de España, IX condesa de Crecente, condesa del Castillo, VII marquesa de Tenorio, etc. Le sucedió su hija:
- María Teresa de Vera de Aragón y Nin de Zatrillas (Madrid, 15 de febrero de 1798-Madrid, 28 de diciembre de 1855), XI condesa de Requena,[35] II duquesa de la Roca,[30] marquesa de Coquilla, XI marquesa de Sofraga, X marquesa de Villaviciosa, IX condesa de Montalvo y condesa del Sacro Romano Imperio.

Casó, el 28 de abril de 1819, con Juan Gualberto del Alcázar y Venero Bustamante, VI marqués del Valle de la Paloma y senador vitalicio (1846-1848). Le sucedió su hijo:
- Vicente Ferrer del Alcázar y Vera de Aragón (Madrid, 10 de febrero de 1820-25 de julio de 1878), XII conde de Requena,[37] III duque de la Roca, grande de España, [30] XII marqués de Sofraga, VII marqués del Valle de la Paloma, XI marqués de Villaviciosa, VIII marqués de Tenorio y caballero de la Orden de Alcántara.[37]

Casó, el 25 de agosto de 1841, con María de la Concepción de Nero y Salamanca (m. 1889). Le sucedió su hijo en 1857:
- Vicente del Alcázar y Nero (San Juan de Puerto Rico, 1842-Sare, Francia, 1875) XIII conde de Requena,[38] XIII marqués de Sofraga y diputado por Ávila en 1871.[39]

Sin descendientes, sucedió su hermano en 1879:
- Santiago del Alcázar y Nero (Madrid, 10 de septiembre de 1846-París, 30 de noviembre de 1891),[41] XIV conde de Requena,[40] XIV marqués de Sofraga,[40] IV duque de la Roca,[30] IX marqués de Tenorio, marqués del Valle de la Paloma y senador por derecho propio.

Sin descendientes, sucedió su hermana en 1892:
- María de la Concepción del Alcázar y Nero (San Juan de Puerto Rico, 11 de enero de 1843-Madrid, 2 de septiembre de 1920), XV condesa de Requena,[42][43] XV marquesa de Sofraga, marquesa del Valle de la Paloma, X marquesa de Tenorio y condesa de Montalvo.

Casó, el 17 de enero de 1870, con Fermín del Collado y Echagüe (1844-1912), II marqués de la Laguna, grande de España, I vizconde de Jarafe, senador por derecho propio, maestrante de Zaragoza, gran cruz de Carlos III, gentilhombre de cámara con ejercicio y servidumbre, hijo de José Manuel Collado y Parada, I marqués de la Laguna y ministro de Hacienda y Fomento, y de su esposa Leocadia de Echagüe y Aracues.
- María de la Gloria del Collado y del Alcázar (Madrid, 20 de octubre de 1878-San Sebastián, octubre de 1949), XVI condesa de Requena desde 1898.[45]

Casó el 26 de noviembre de 1904, en Madrid, con Rafael de Reynoso y Queralt (1879-1922), X conde de Fuenclara, grande de España, IX marqués del Pico de Velasco de Angustina, XII marqués de Taracena, senador por derecho propio, caballero de la Orden de Calatrava y maestrante de Zaragoza. Sin descendencia.
Rehabilitado en 1985 por
- María del Carmen Eugenia Fitz-James Stuart y Gómez-Pablos (n. 28 de febrero de 1945), XVII condesa de Requena[46][47] y marquesa del Valle de la Paloma desde 1952, hija de Fernando Alfonso Fitz-James Stuart y Saavedra, XVII duque de Peñaranda de Duero, XII conde de Montijo, grande de España y XIII marqués de Valderrábano, y de su esposa, Isabel Gómez-Pablos y Ruiz de Villegas.[46]

Casó con Javier de Soto y López-Dóriga, caballero de la Real Maestranza de Caballería de Granada. Padres de Eugenia, Javier y Jacobo de Soto y Fitz-James Stuart.